# Caffini
I caffini, o cafficciò (in amarico Kafficho), detti anche Caffa o Kaffa, sono un gruppo etnico originario dell'Etiopia. Nel 2007, rappresentavano solo l'1,2% della popolazione dell'Etiopia. 
La maggior parte dei caffini vive nella zona del Kefa in Etiopia, nella Regione dei Popoli Etiopi del Sud-Ovest. Il caffè potrebbe derivare il suo nome dalla zona del Kefa, dove è stato coltivato per la prima volta.
La loro lingua, il caffino o Kafi noono, è ancora parlata da gran parte della popolazione.

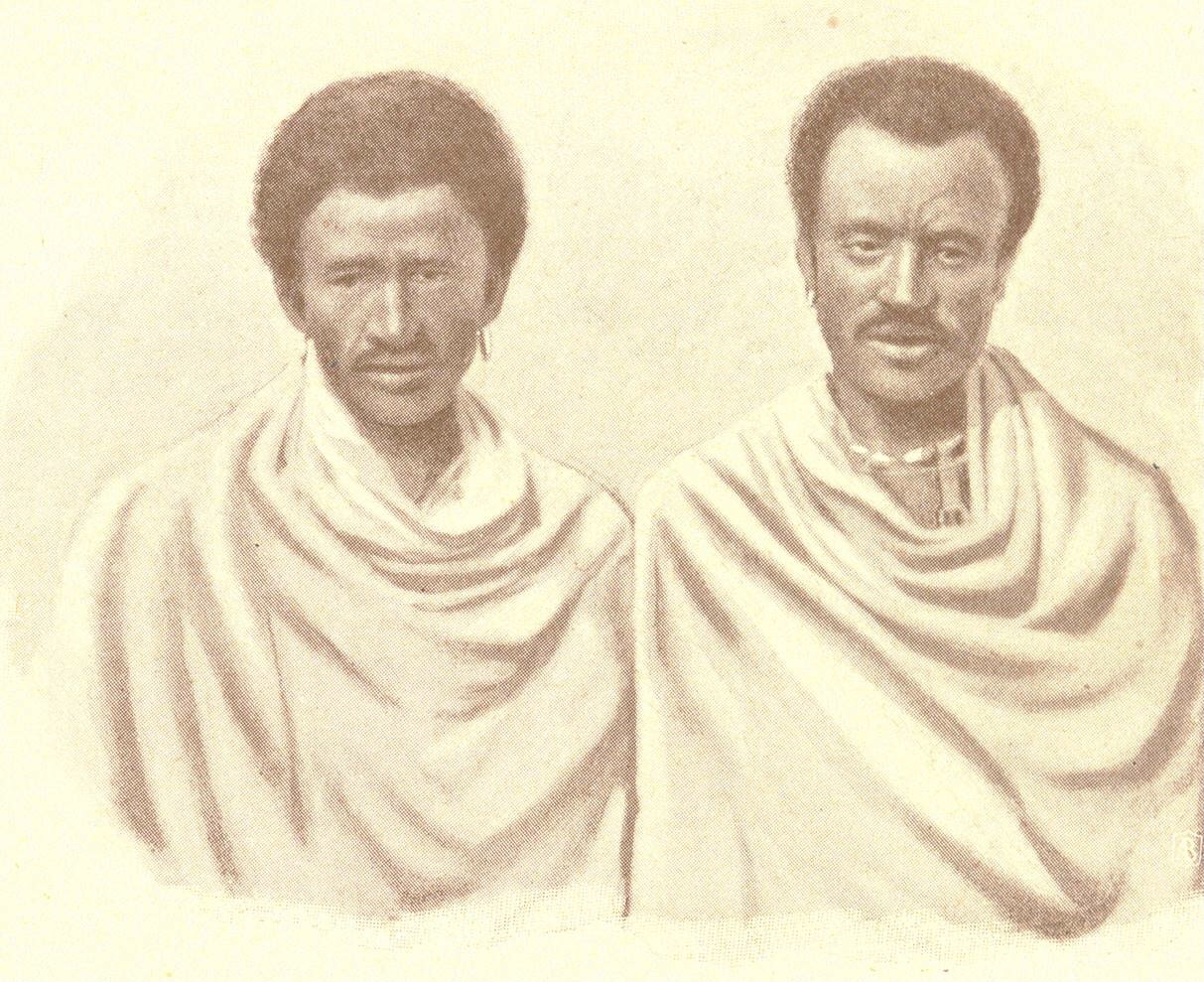
Uomini del Kaffa, 1896

Il Regno di Caffa fu fondato nel 1390 e durò fino al 1897, quando fu completamente integrato nell'Impero d'Etiopia, di cui in precedenza era stato un tributario intermittente. Mentre l'economia del Regno si basava in gran parte sull'esportazione di oro e altri beni, i moderni Caffa sono agricoltori.
Nel settembre 2021, il popolo caffino ha tenuto un referendum per creare una nuova regione, l'undicesima dell'Etiopia, chiamata Sud-Ovest e composta dalla zona Kefa e altre cinque aree amministrative vicine.

## Voci corelate
- Kefa
- Regno di Kaffa